# 光學迷彩

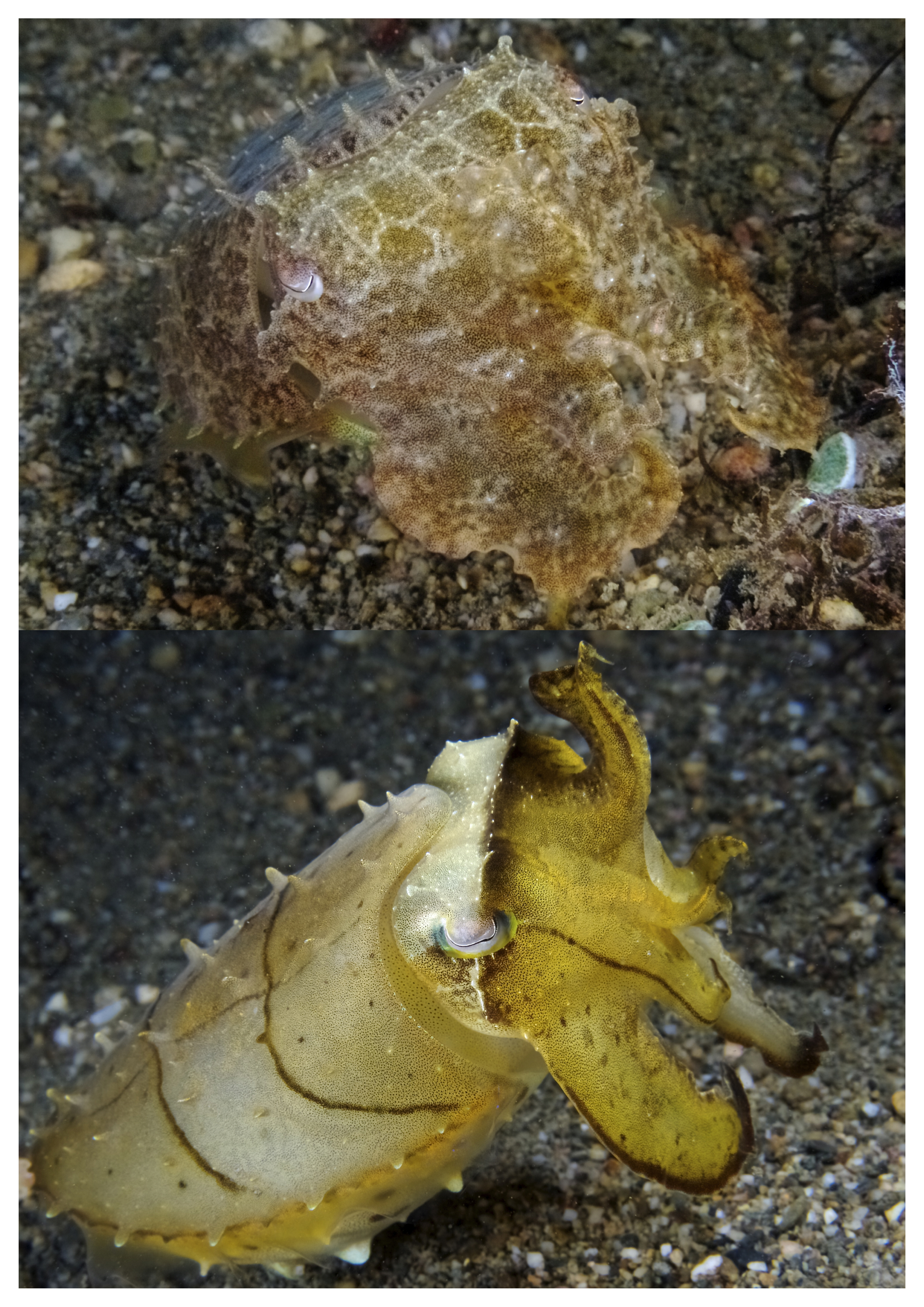
頭足類軟體動物（如這種烏賊）可以迅速改變身體顏色，以發出信號或融入其背景之中。

光學迷彩（英文：Optical Camouflage），又成為主動式迷彩（Active camouflage）或自適應迷彩（Adaptive camouflage），是可以迅速適應諸如動物或軍用車輛等物體周圍環境的偽裝方式。理論上，主動偽裝可以在視覺上提供完美的隱形。
主動式迷彩可見於幾類動物中，包括陸地上的爬蟲類以及海洋中的頭足類軟體動物和比目魚。動物利用生物發光通過變色和消光剪影來實現主動偽裝。

## 動物

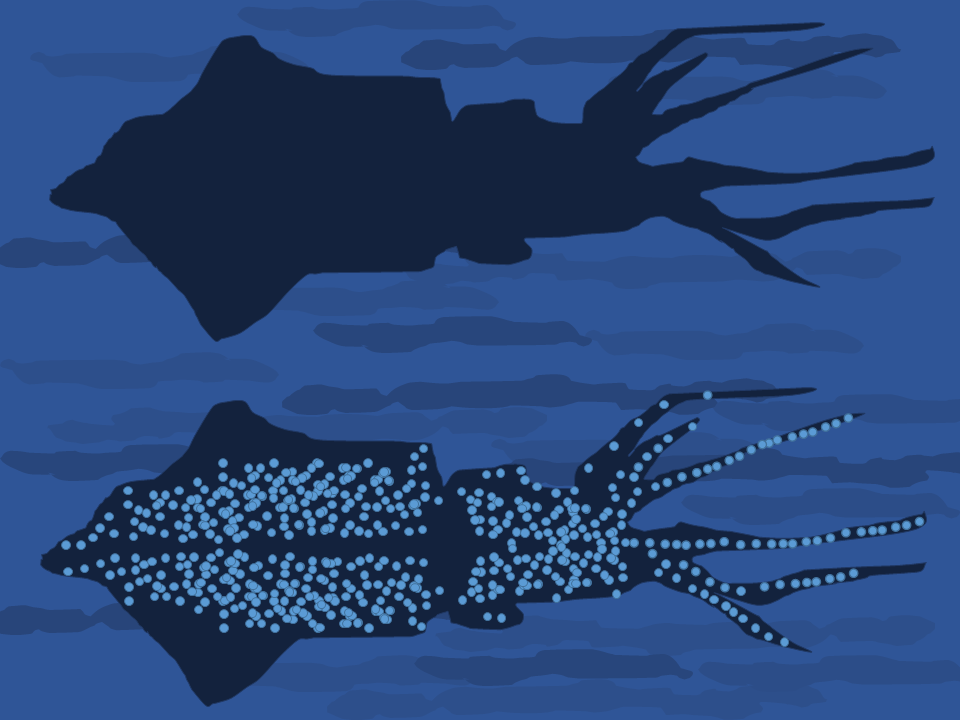
螢火魷Watasenia scintillans的消光剪影迷彩，使用生物發光來匹配融合上方海面的亮度和顏色。

許多動物都有光學迷彩的能力，包括頭足類軟體動物、魚、和爬蟲類。動物的主動式迷彩的機制有兩種：消光剪影和變色。

## 外部連結
- "Multi-perspective background simulation cloaking process and apparatus （页面存档备份，存于）", United States Patent & Trademark Office
- "Scientist show off 'invisible coat'" （页面存档备份，存于）, The Sydney Morning Herald, March 30, 2003
- Phased Array Optics （页面存档备份，存于）
- "Thermal and Visual Camouflage System Patent No 6,338,292 （页面存档备份，存于）",  United States Patent & Trademark Office